# Alfi (thương hiệu xe hơi)
Alfi là một thương hiệu ô tô của Đức.

## Lịch sử
Công ty mẹ của Alfi là AG für Akkumulatoren- und Automobilbau từ Berlin-Wedding. Công ty hoạt động từ năm 1922 đến năm 1925. Nhà máy ô tô của công ty, hoạt động với tên gọi AAA, ở Driesen/Netze.
Những chiếc xe Alfi là xe nhỏ với bốn xi-lanh trong - dòng hoặc hai - động cơ boxer xi lanh. Loại chiếc xe lớn hơn với động cơ bốn xi-lanh cũng được sản xuất. Mẫu xe này đã được trang bị hệ thống phanh bốn bánh vận hành bằng cơ khí. Alex Fischer chịu trách nhiệm sản xuất tại Driesen.
Ít nhất một chiếc xe được sản xuất bởi hãng đã tham gia cuộc đua xe nhỏ tại Berlin AVUS năm 1923.
AAA đã phải nộp đơn phá sản vào năm 1925 và ngừng sản xuất.
Alex Fischer thành lập Alfi Automobile GmbH vào năm 1927, tồn tại cho đến năm 1928.

## Mẫu xe
| Model   | Thời gian sản xuất | Dung tích xi lanh (cm³) | Công suất       | Chiều dài cơ sở |
| ------- | ------------------ | ----------------------- | --------------- | --------------- |
| 3/12 PS | 1922–1925          | 780                     | 12 PS (8,8 kW)  |                 |
| 4/14 PS | 1922–1925          | 940                     | 14 PS (10,3 kW) | 2600 mm         |
| 5/20 PS | 1922–1925          | 1320                    | 20 PS (14,7 kW) | 2825 mm         |
| 7/35 PS | 1922–1925          | etwa 1750               | 35 PS (26 kW)   |                 |

Nguồn:
Một nguồn tin khác xác nhận rằng mẫu xe 4/14 PS có dung tích xi lanh là 940 cm³ và công suất 14 PS, và model 5/17 PS với dung tích xi lanh 1320 cm³, 17 PS và chiều dài cơ sở 290 cm.